# Dorfkirche Lankwitz

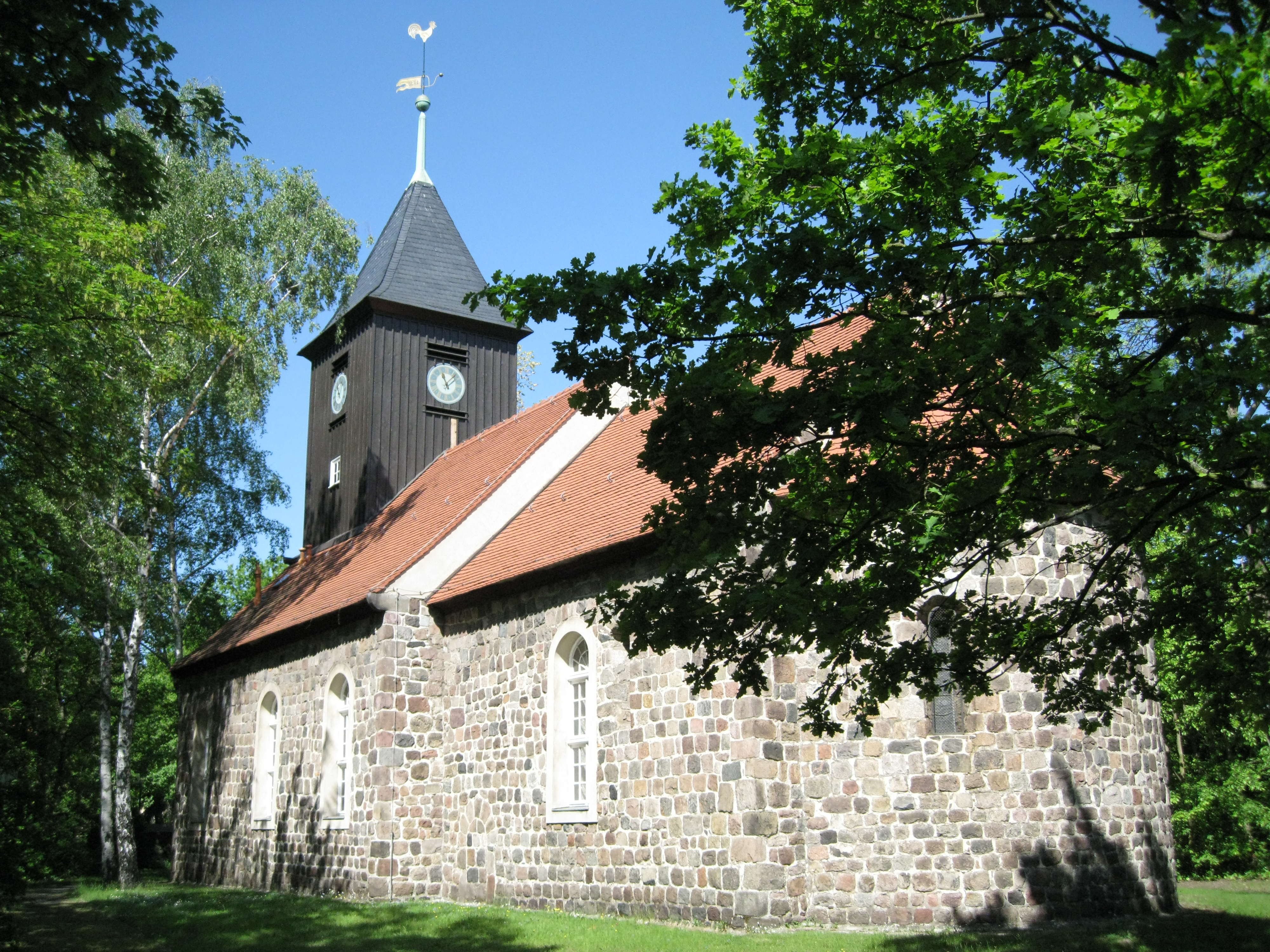
Dorfkirche Lankwitz

Die evangelische Dorfkirche Lankwitz im heutigen Berliner Ortsteil Lankwitz ist eine der über 50 Dorfkirchen in Berlin. Als Saalkirche mit Chorquadrat und Apsis zählte sie zu den ältesten Grundrisstypen und ist in der Breite gestaffelt. Sie wurde im dritten Viertel des 13. Jahrhunderts erbaut. Als Baumaterial dienten Feldsteine. Die Kirche steht unter Denkmalschutz. Sie ist die älteste Kirche im Bezirk Steglitz-Zehlendorf und zählt wie vergleichbare Grundrisstypen (Marienfelde, Mariendorf, Tempelhof und Karow) zu den ältesten in Berlin.

## Geschichte

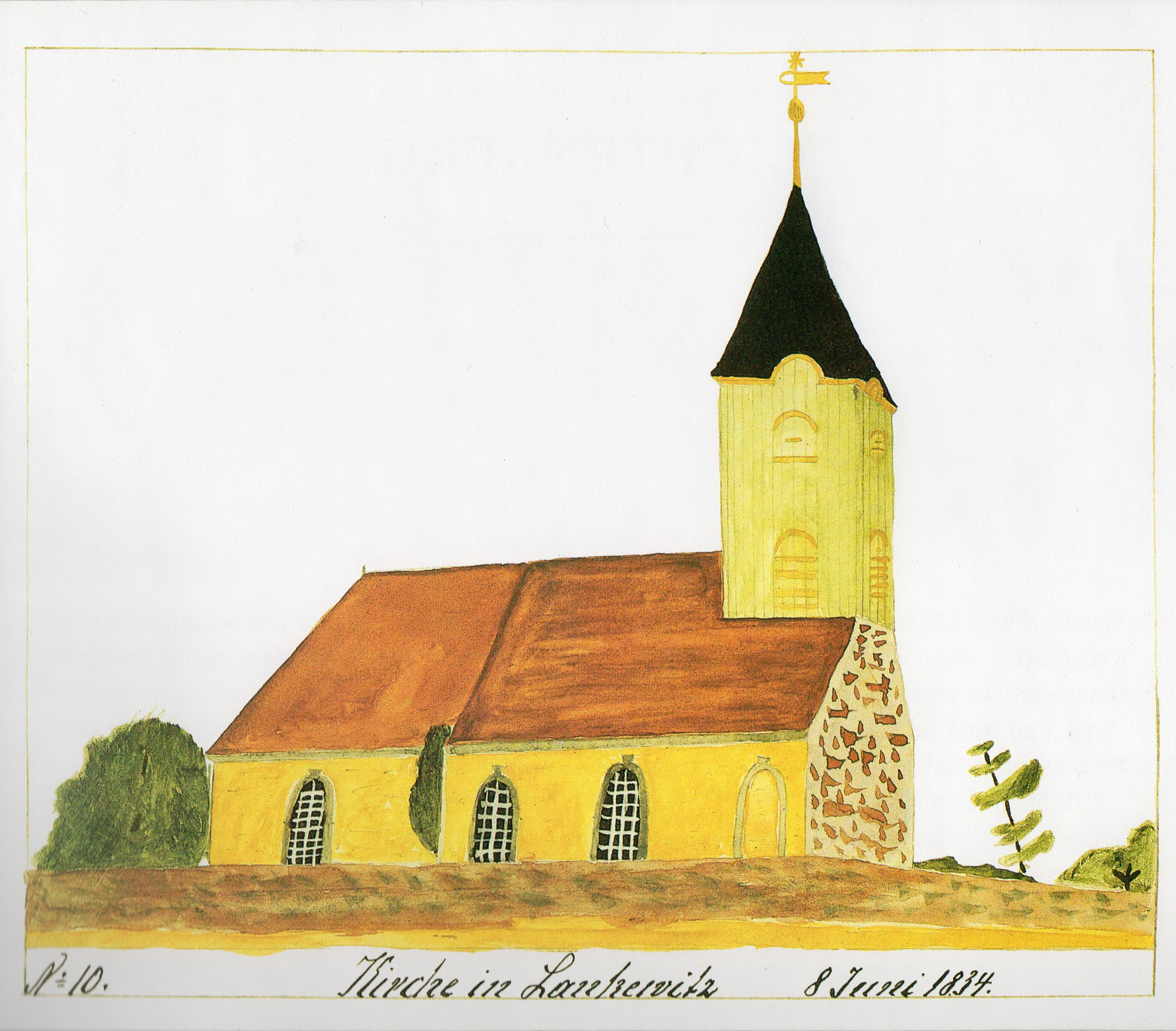
Dieser Anblick der Dorfkirche Lankwitz ist unvertraut, denn die Kirche war 1834 verputzt und hatte einen deutlich größeren Dachturm
(Zeichnung von Heinrich Wohler)

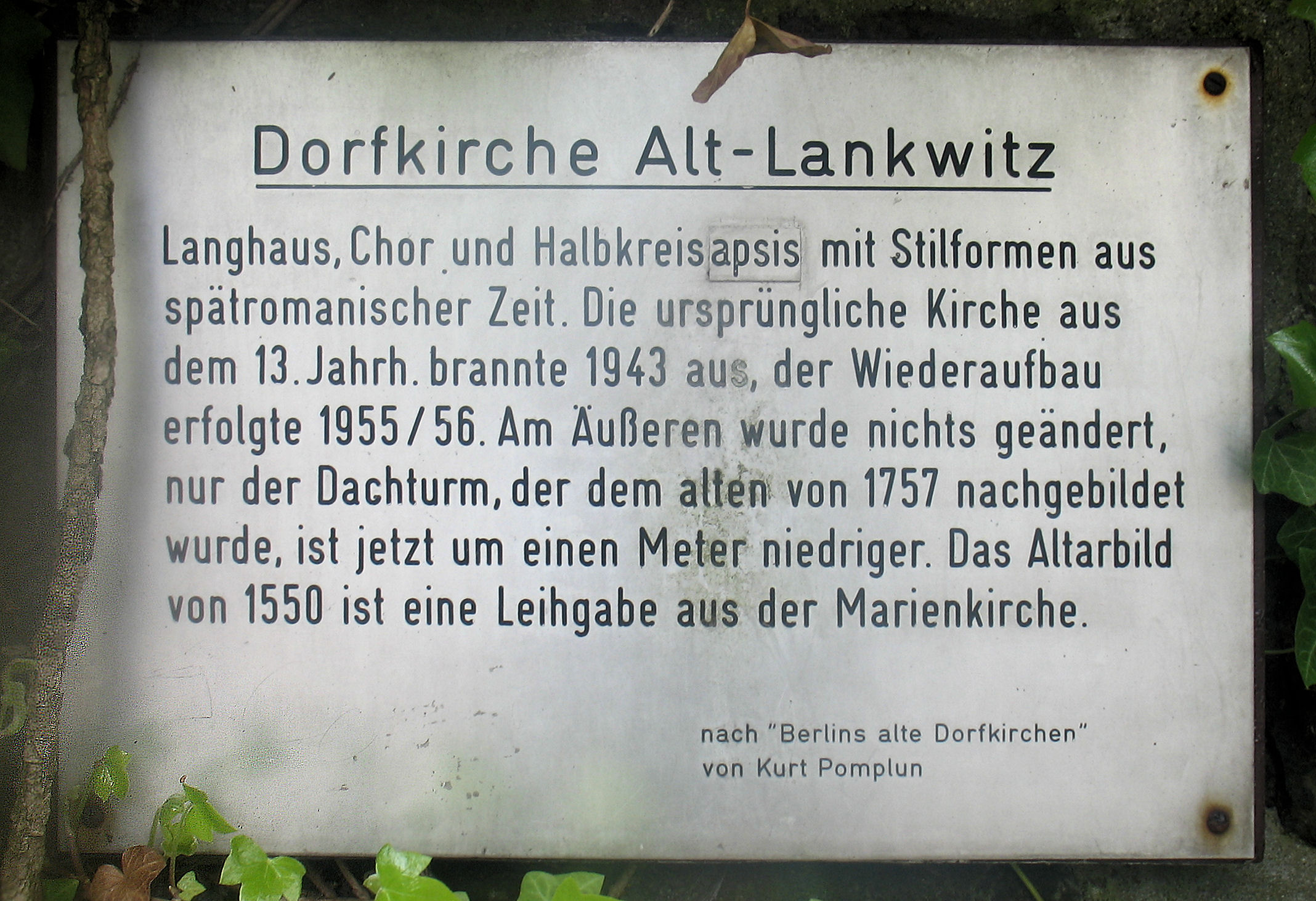
Gedenktafel Dorfkirche Lankwitz

Im Jahre 1239 wurde Lankwitz erstmals erwähnt, als die Markgrafen von Brandenburg Johann I. und Otto III. das Dorf dem Spandauer Benediktinerinnenkloster St. Marien überließen. Bald danach, wohl noch vor 1250, wurde auf Veranlassung des Spandauer Klosters, das das Patronat bis zur Reformation innehatte, mit dem Bau einer zeittypischen Dorfkirche aus Feldsteinquadern mit gestaffeltem Grundriss begonnen, die sehr wahrscheinlich eine Holzkirche ablöste. Der ungewöhnlich lange Chor deutet auf das klösterliche Patronat hin, weil für die Angehörigen des Klosters ein erhöhter Chorstuhlbedarf bestand.
Ein umfangreicher Umbau erfolgte 1757.
Nachdem die Kirche im Zweiten Weltkrieg in der Nacht vom 23. zum 24. August 1943, der Lankwitzer Bombennacht, durch Luftangriffe bis auf Mauerreste zerstört worden war, ist sie 1955 bis 1956 leicht verändert wiederhergestellt worden. Am 16. Dezember 1956 wurde sie feierlich eingeweiht.

## Bauwerk

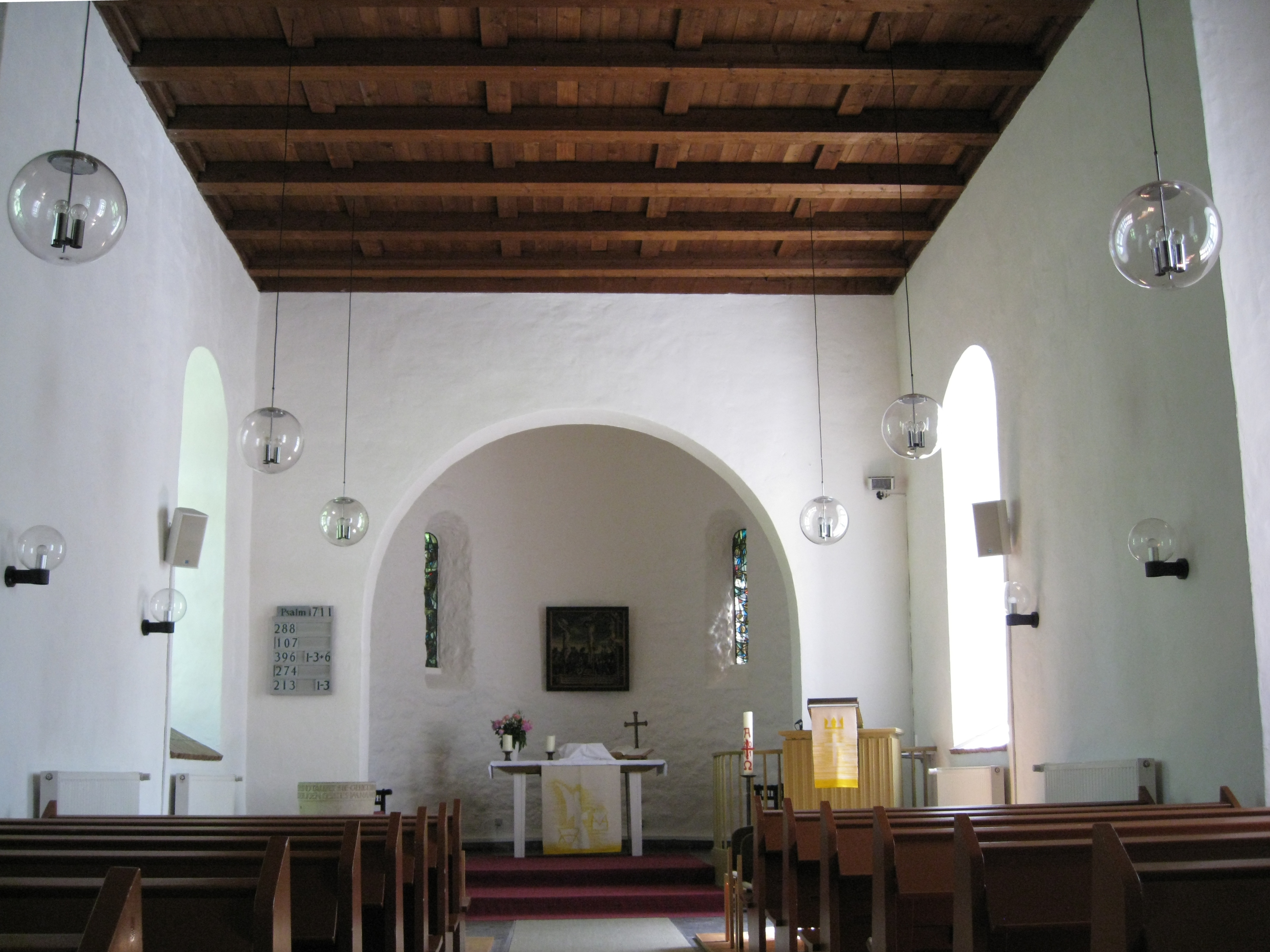
Chor und Apsis der Dorfkirche Lankwitz (2011)

Das Mauerwerk ist aus sorgfältig behauenen Feldsteinquadern im Verband hergestellt. Da die Quaderschichten an den Übergängen von der Apsis zum Chor und dem Chor zum Langhaus nicht durchlaufen, sondern höhenversetzt sind, sind die Bauteile Apsis, Chor und Langhaus nacheinander entstanden. Das Langhaus ist ungewöhnlich kurz, fast quadratisch. Langhaus, Chor und Apsis haben dieselbe Traufhöhe, was in Berlin sonst nur bei den unmittelbar benachbarten Templerkirchen Marienfelde, Mariendorf und Tempelhof zu beobachten ist. Die ungewöhnliche Länge des Chores ist vermutlich darauf zurückzuführen, dass zusätzlicher Platz für die Nonnen benötigt wurde.
Die Kirche weist Technik und Stilformen der spätromanischen Zeit auf. Der heutige Kirchenzugang im Westgiebel, der durch seinen Rundbogen der spätromanischen Zeit des 13. Jahrhunderts entspricht, ist ursprünglich, wie die Feldsteinquaderschichten zeigen, die nicht durchlaufen. Andere (zugesetzte) Portale sind nicht erkennbar. Das Gewände um die vermauerte Südpforte („Priesterpforte“) an der Chorsüdwand ist noch deutlich zu sehen.
Die ursprünglich schmalen Fenster der Kirche waren sicherlich so überwölbt wie die zwei Rundbogenfenster der Apsis, die, als 1938 der Innenraum neu gestaltet wurde, wieder geöffnet wurden. Anstelle der ursprünglichen Fenster wurden 1757 breite Segmentbogenfenster angelegt, wobei es zu geringen Seitenversetzungen kam, wie vertikale Mauerwerksfugen direkt neben den Fenstern zeigen. Die heutige Sprossenteilung dieser Holzfenster ist so angelegt, wie sie auch 1757 ausgesehen haben kann.

## Turm
Das Mauerwerk des Westgiebels ist beinahe gleich stark wie bei den übrigen Mauerteilen. Im Jahr 1757 errichtete man einen Dachturm, der schon damals als Fachwerkturm mit senkrechten Schalungshölzern beplankt wurde. Er erhielt ursprünglich eine geschweifte Haube, ähnlich derjenigen wie auf dem Turm der Dorfkirche Lichterfelde. Diese Haube blieb in ihrer alten Form bis zum Ende des 19. Jahrhunderts erhalten, wo sie ein einmal abgetrepptes Pyramidendach erhielt. Diese Abtreppung wurde beim Wiederaufbau des Turms 1956 nicht wieder eingebaut. Der neue Dachturm wurde gegenüber dem Original einen Meter niedriger und in Tiefe und Breite um 25 cm schmaler. Das Holzfachwerk des Turmes wurde durch ein Stahlbetonfachwerk ersetzt. Die Turmbekrönung zeigte 1834 Knauf, Windfahne und an der Spitze einen Stern, der beim Wiederaufbau 1956 durch einen feststehenden Hahn ersetzt wurde. Üblicherweise ist der Hahn drehbar und zeigt die Windrichtung an (Wetterhahn).
Eine Bronzeglocke, die im Turm hängt, wiegt 160 kg, hat einen Durchmesser von 62 cm und eine Höhe von 51 cm zuzüglich einer Krone von 13 cm. Sie klingt im Schlagton es′. Unterhalb eines umlaufenden Akanthusfrieses befinden sich folgende Inschriften:

In drei Reihen: GEGOSSEN VON C. VOSS / IN STETTIN 1870 / NO.436 

und gegenüber in vier Reihen: SIE MÖGEN NOCH IN SPÄTEN TAGEN, / HIER RÜHREN VIELER MENSCHEN OHR, / NUR SELTEN MIT BETRÜBEN KLAGEN, / UND STIMMEN ZU DER ANDACHT CHOR.

## Inneres

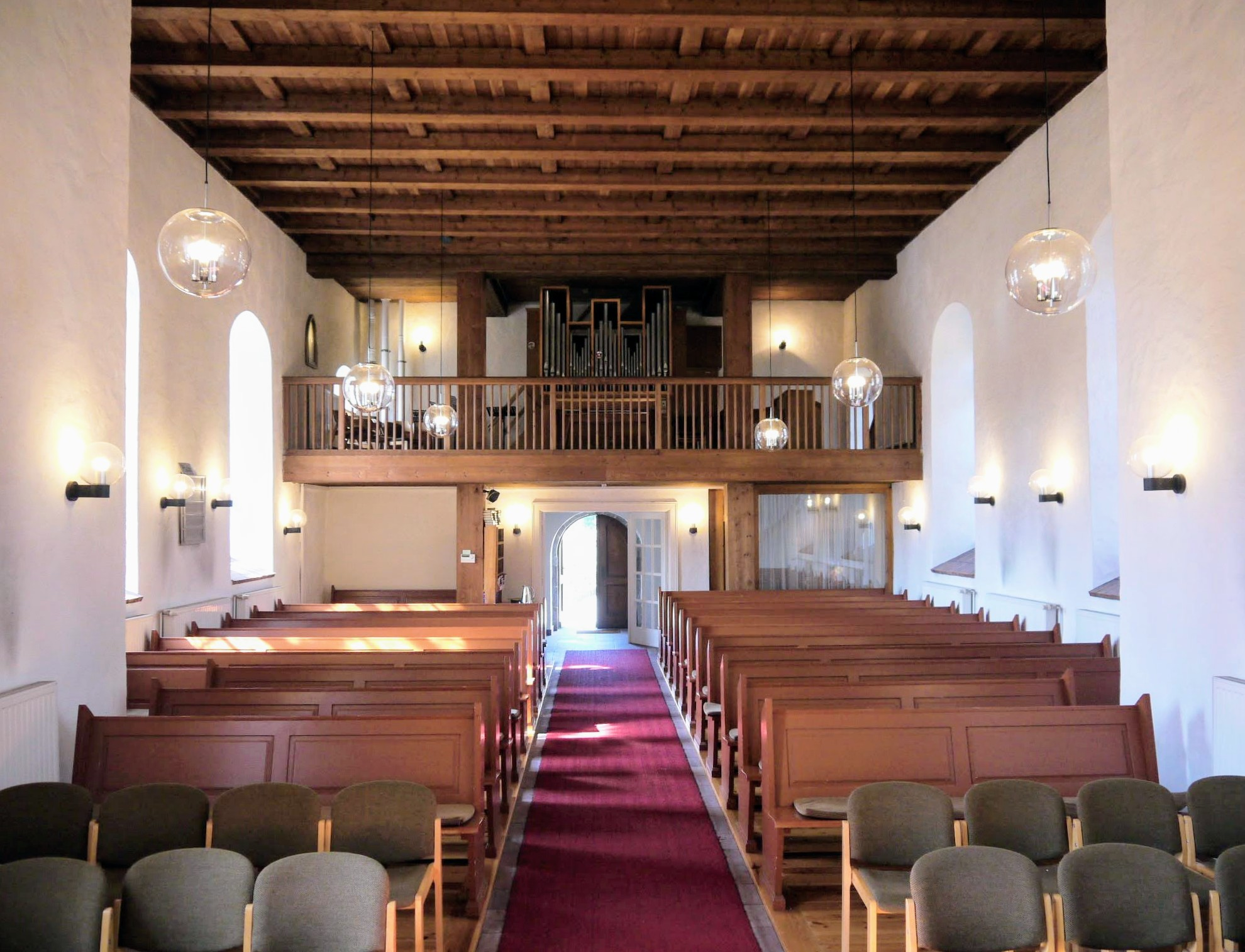
Innenraum mit Blick zur Empore nebst Orgel (2018)

Von den alten Einbauten im Inneren blieb nichts erhalten. Einen barocken Kanzelaltar hatte man schon 1938 beseitigt. Als Altarbild dient jetzt das Epitaph von 1550 zur Erinnerung an den 1540 verstorbenen Berliner Bürgermeister Joachim Reich mit einer Kreuzigungsdarstellung. Es ist eine Leihgabe aus der Marienkirche. Ein Kelch von 1589 und eine messinggetriebene Taufschale aus der Zeit um 1500 sind erhalten geblieben.
Der Innenraum der Kirche ist von 1974 bis 1977 restauriert worden. Dabei wurden der nach dem Zweiten Weltkrieg aufgebrachte Putz und der unpassende Anstrich entfernt und durch Putzschlämme mit Mineralfarbe ersetzt. Die heutige Kiefernholzdecke ersetzte die 1956 eingezogenen Weichfaserplatten. Auch die Apsis wurde neu eingewölbt, die provisorische Akustikplattendecke der 1950er Jahre wurde entfernt. 
Für einen Orgelneubau der Nachkriegszeit wurde die Orgelempore neu gestaltet. Die Orgel hat Karl Schuke 1956 als Opus 40 gebaut. Sie hat sechs Register auf einem Manual und Pedal.